# Pusztadobos
Pusztadobos är en ort (by) i provinsen Szabolcs-Szatmár-Bereg i östra Ungern. Orten har 1 352 invånare (2024), på en yta av 16,69 km². Den ligger cirka 40 kilometer nordost om Nyíregyháza.